# バランス・オブ・パワー (ゲーム)
バランス・オブ・パワー(Balance of Power)は1985年にクリス・クロフォードによって制作されたシミュレーションゲーム。オリジナル版はマインドスケープ社からMacintosh、DOS、Atari-ST、Amigaで発売。国内ではアスキーによって、PC-9801、Macintosh、MSX2、PC-8801のバージョンが発売された。

## 内容
副題が「核時代の地政学(Geopolitics in the nuclear age)」とされているとおり、米ソ二大国の核戦略を扱う戦略級ゲームである。
プレイヤーはアメリカ合衆国大統領またはソビエト連邦共産党書記長を選択する。対抗する側はコンピュータが担当する。時代としては1986年から1994年までの8年間が措定されており、この二大国の冷戦を舞台に、任期の8年間、地政学を駆使して核戦争を起こさずに自国の威信（抽象化された得点の一種）を高めなければならない。
ゲーム中は世界地図が表示され、各国の状態（二大国に対する態度や、人口、経済指標、その他国家の詳細な情報）を確認することができる。世界各地の出来事がニュースの形で報告され、それに対処していく。国家間の衝突などの出来事が発生した場合、プレイヤーは担当する国家の行動としてその出来事が発生した国家に介入することができる。しかしながらアメリカ合衆国、ソビエト連邦双方が介入した場合、軍事的緊張が高まり、介入の度合いがエスカレートしていく。ここで介入を中止すれば軍事的緊張は緩和されることになるが、撤退した側は威信を失い、残った側は威信とその国に対する何らかのアドバンテージを得ることになる。
ただし双方が譲らなかった場合は軍事的緊張の結果、デフコンを宣言することになり、それでも相手が譲歩しなかった場合は核戦争が勃発する結果となり、ゲームはその場で「勝者なし」として終了する。
ゲームというよりは簡略化された国際政治シミュレーションプログラムに近い作品であり、グラフィックは世界地図のみでBGMもなかった。

## バランス・オブ・パワー デザイナーズ・ノート
1986年、クリス・クロフォードは同名の書籍を執筆している（邦訳は「バランス・オブ・パワー デザイナーズ・ノート」）。この書籍では政治的背景、ゲーム中の数値項目の計算に使われた数式、そしてその詳細な根拠を含むゲームの内側の解説を行っている。